# Lev Tolsztoj (film)
A Lev Tolsztoj (oroszul: Лев Толстой) egy 1984-es csehszlovák–szovjet filmdráma, amit Szergej Geraszimov rendezett.

## Szereplők
- Szergej Geraszimov – Lev Tolsztoj
- Tamara Makarova - Szofja Andrejevna, Tolsztoj felesége
- Bořivoj Navrátil – Dušan Makovický
- Alekszej Petrenko – Vlagyimir Csertkov
- Jekatyerina Vasziljeva – Alekszandra Lvovna, Tolsztoj lánya